# Luciano Dal Cero
Luciano Dal Cero (Monteforte d'Alpone, 7 gennaio 1915 – Gambellara, 29 aprile 1945) è stato un partigiano italiano, decorato di medaglia d'oro al valor militare a vivente nel corso della seconda guerra mondiale.

## Biografia
Nacque a Monteforte d'Alpone, provincia di Verona, il 7 gennaio 1915, figlio di Guglielmo e Cecilia Maschi.
Giovane cattolico - superata una grave malattia che l'aveva costretto a diplomarsi quando aveva già 23 anni e a ritardare anche la laurea in Scienze economiche e politiche - aveva intrapreso, nel 1943, la conduzione di sale cinematografiche a Roma e la produzione di film a contenuto scientifico rivolti ai ragazzi.
Quando i tedeschi occuparono la Capitale, Dal Cero si rifugiò in  Vaticano, poi, entrato in contatto col movimento di resistenza clandestino, riuscì a raggiungere Verona. Qui costituì e animò i primi gruppi partigiani nella Val d'Alpone e a Soave.
Arrestato dalla polizia fascista e incarcerato agli Scalzi di Verona (nella stessa cella di Norberto Bobbio), Dal Cero, approfittando di un ricovero nell'ospedale di Soave, nel luglio del 1944 riesce ad evadere e a riprendere la lotta contro i nazifascisti. 
Venne ucciso il 29 aprile 1945 a Masi di Gambellara da Alessandro Disconzi partigiano di Roncà (Verona), che fu responsabile il successivo 11 maggio 1945 anche della morte del partigiano Adriano Chieppe ucciso con un colpo di fucile Mauser presso la sede del CLN di Roncà.
Le indagini appurarono che Dal Cero aveva le prove di attività illecite del partigiano “Nane”, alias Giovanni Tesseiner e del Disconzi e per questo fu ucciso. Il Chieppe sarebbe stato eliminato in quanto testimone scomodo di crimini commessi dal Disconzi.
Lisetta Dal Cero consigliere comunale e sorella di Luciano testimoniò al processo e successivamente ribadì che «Luciano fu il primo a trovare i nemici e uno di loro gli sparò in testa facendolo accasciare sotto un albero dove poi arrivò subito un partigiano che lo colpì a sua volta in testa. Quel partigiano era un comunista di Roncà e si chiamava Alessandro Disconzi; sparò a mio fratello perché i suoi comandanti comunisti gli avevano promesso 500mila lire per eliminare mio fratello».
Disconzi, condannato per l’uccisione “involontaria” di Dal Cero, si diede alla latitanza.
La Medaglia alla memoria venne consegnata da Alcide De Gasperi, allora Presidente del Consiglio, al padre del partigiano, il 26 aprile 1951.
A Dal Cero, a Verona, hanno intitolato un viale. Porta il suo nome, dal 25 aprile 1975, anche l'Istituto tecnico statale di San Bonifacio.
Nel 2019 un gruppo di docenti e studenti di questo istituto hanno intrapreso una ricerca storica sulla figura di Luciano Dal Cero, ricostruendone la vita e hanno prodotto un libro e un documentario.